# Sauviac (Alta Viena)
Sauviac (en francès Sauviat-sur-Vige) és un municipi francès situat al departament de l'Alta Viena i a la regió de la Nova Aquitània.

## Demografia
| 1962                                       | 1968  | 1975  | 1982  | 1990  | 1999  | 2007 |
| ------------------------------------------ | ----- | ----- | ----- | ----- | ----- | ---- |
| 1.128                                      | 1.156 | 1.164 | 1.205 | 1.129 | 1.049 | 942  |
| Des de 1962: població sense dobles comptes |       |       |       |       |       |      |

## Administració
| Període | Identitat       | Partit |
| ------- | --------------- | ------ |
| 2001-   | Béatrice Dufour | PS     |